# Roland Kastner
Roland Kastner (* 27. Dezember 1956 in Nürnberg; † 16. Juni 2025) war ein deutscher Fußballspieler.

## Sportlicher Werdegang
Kastner begann mit dem Vereinsfußball 1968 bei Tuspo Nürnberg, wo er anfangs als Linksaußen spielte. 1969 wechselte der Torwart zum TV Jahn 63 Nürnberg.
1975 schloss sich Kastner der SpVgg Fürth an, wo er zunächst in der A-Jugend-Mannschaft spielte und parallel als Ersatzmann von Peter Löwer zum Kader der Zweitligamannschaft gehörte. Diesen vertrat er erstmals bei der 0:2-Auswärtsniederlage beim VfB Stuttgart am neunten Spieltag der Spielzeit 1975/76, in den folgenden Jahren kam er sporadisch zum Einsatz. Während einer Verletztenmisere saß er in der Spielzeit 1979/80 zeitweise auch als Feldspieler auf der Ersatzbank. Beim 3:1-Heimsieg über den SSV Ulm 1846 am 1. März 1980 wurde er dabei zur Halbzeit für Klaus Heinlein eingewechselt und erzielte die zwischenzeitliche 2:0-Führung. Kurze Zeit später wurde er im Strafraum gefoult, Franciszek Smuda verwandelte den anschließenden Strafstoß.
Nach dem Karriereende Löwers 1981 rückte Kastner zum Stammtorhüter auf und bestritt in der Spielzeit 1981/82 alle 38 Saisonspiele. Anfangs war er auch zur folgenden Spielzeit Stammtorhüter, ehe er verletzungsbedingt Roland Grüner Platz machen musste. Dieser etablierte sich in der Folge als neue Nummer 1. Nachdem der Klub jedoch den Klassenerhalt verpasst hatte, wechselte der Konkurrent zum 1. FC Kaiserslautern und Kastner stand in der Bayernliga wieder als Stammkraft zwischen den Pfosten. Zunächst platzierte er sich dort mit der Mannschaft im vorderen Mittelfeld. 1986 übernahm Lothar Kleim das Traineramt, unter dem der Klub in den Abstiegskampf rutschte und trotz eines Trainerwechsels zu Paul Hesselbach den Klassenerhalt verpasste. 1989 verpasste er mit der Mannschaft erst in der Aufstiegsrunde die Rückkehr aus der Landesliga Bayern, die zwei Jahre später gelang. Unterdessen sorgte er mit dem Viertligisten im Wettbewerb um den DFB-Pokal 1990/91 für Aufmerksamkeit, als in der ersten Hauptrunde der Bundesligist Borussia Dortmund besiegt wurde. In der zweiten Runde schied er mit der Mannschaft gegen den Zweitligisten 1. FC Saarbrücken aus. Als Aufsteiger überraschte er mit den Kleeblättern auch in der Bayernliga-Spielzeit 1991/92 als Tabellendritter hinter der SpVgg Unterhaching und dem TSV Vestenbergsgreuth, in der folgenden Spielzeit wurde er mit dem Klub Vizemeister hinter Absteiger TSV 1860 München. Damit trat er mit der Mannschaft in der Deutschen Amateurmeisterschaft 1993 an, belegte aber in der Gruppenphase nur den letzten Platz. Nach insgesamt 491 Pflichtspielen für die SpVgg Fürth beendete er aufgrund anhaltender Rückenbeschwerden nach erfolgreicher Qualifikation für die Regionalliga Süd am Ende der Spielzeit 1993/94 – nach zwei Platzverweisen im Saisonverlauf hatte Klaus Mösle ihn bereits über weite Strecken verdrängt – seine aktive Laufbahn.
Kastner betrieb hauptberuflich ein Sportartikelgeschäft.